# Basso, moro, scalcagnato e... con i piedi piatti
Basso, moro, scalcagnato e... con i piedi piatti (Ha-shoter azulai) è un film del 1970 diretto da Ephraim Kishon.

## Riconoscimenti
- 1972 - Premio Oscar
  - Nomination Miglior film straniero